# George Lewis

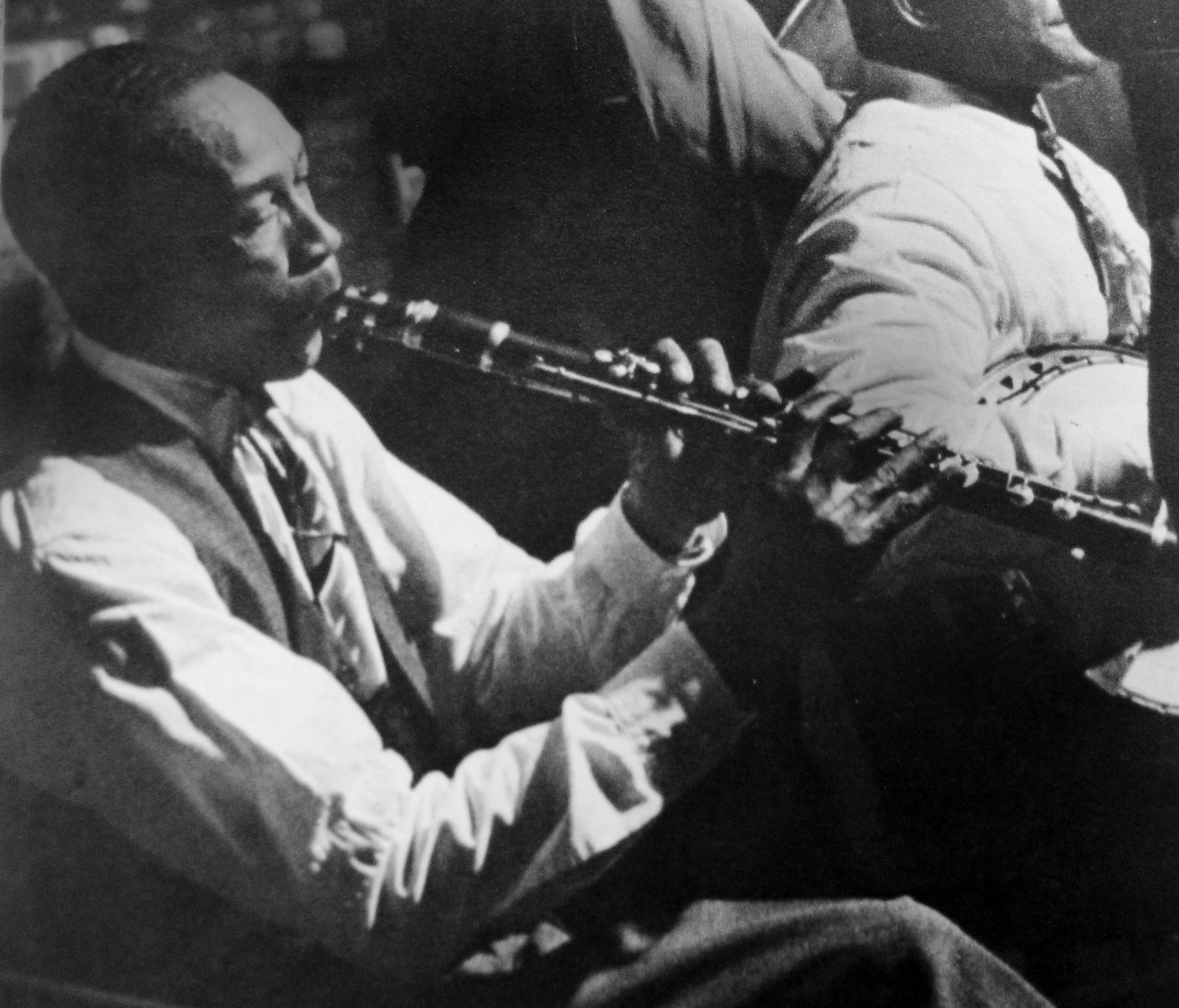
George Lewis

George Lewis (Nueva Orleans, 13 de julio de 1900 - 1968), fue un clarinetista de jazz tradicional. No debe confundirse con George Lewis (n. 1952), guitarrista de free jazz miembro de la AACM.

## Biografía
El clarinetista George Lewis fue el típico jazzman de New Orleans, autodidacta, incapaz de leer música y sin embargo supo desarrollar su propio estilo, un modo de tocar absolutamente personal que sólo pudo darle la escuela del segregacionismo y de la miseria.
Se estrenó profesionalmente muy joven en Nueva Orleáns; fue miembro de la "Black Eagle Band" y tocó después con Leonard Parker, Chris Kelly, Kid Rena y con la orquesta de Buddy Petit. A diferencia de muchos otros músicos, George Lewis, jamás se desplazó de su lugar de origen en busca de fortuna, pero sí consiguió formar su propia orquesta con el trompetista, Henry Red Allen. Lamentablemente, a principios de los años treinta su popularidad decayó, por lo que hubo de abandonar la escena musical y empezó a trabajar como estibador portuario en su ciudad natal. 
Por fortuna, Gene Williams lo redescubrió en 1942, convirtiéndose en uno de los principales exponentes de la New Orleáns Renaissance, fenómeno que revolucionó el mundo del jazz en los años cuarenta. Por aquel entonces, Lewis fue contratado en el grupo de Bunk Johnson, el célebre trompetista de New Orleáns, también "repescado" en aquella época. En 1943, formó la "George Lewis New Orleáns Stompers", formada por el trompetista, Avery Hodward, el trombonista, Jim Robinson, el banjoísta, Lawrence Marrero, el contrabajista, Chester Zardis y el baterista, Edgar Mosley. Con esa formación grabó para la American Music y también con otra formación de Bunk Johnson denominada, "Bunk Johnson and Street Paraders".
En 1957, después de algunos años invernando en New Orleáns, viajó a Inglaterra para tocar con la orquesta de Ken Colyer. Posteriormente en 1959 realizó una gira por Europa y Japón, donde cosechó grandes éxitos. De vuelta a Nueva Orleáns, siguió tocando y actuando, sobre todo en el "Preservation Hall" con la orquesta de Deedee Pierce hasta que le sobrevino la muerte en 1968.

## Discografía
- 1962: Jazz at Preservation Hall 4: The George Lewis Band of New Orleans - The George Lewis Band of New Orleans, con George Lewis, Isaac "Snookum" Russell, Papa John Joseph, Joe Watkins (Atlantic LP 1411)[1]